# Werner Brandeis
Werner Brandeis (* 1942 in Böhmisch Leipa, Deutsches Reich; † 28. Oktober 1988 in Heidelberg) war ein deutscher Pädiater, Onkologe und Hochschullehrer.

## Leben
Brandeis studierte Medizin und Chemie in München, Heidelberg und Wien. Im Jahr 1969 legte er in Heidelberg das medizinische Staatsexamen ab und promovierte am Heidelberger Max-Planck-Institut für medizinische Forschung im Jahr 1971 mit einer Dissertation über chemische und enzymatische Untersuchungen an der Membran von Ehrlich-Aszites-Tumorzellen. 1972 wurde er Assistent an der Heidelberger Kinderklinik und befasste sich dort insbesondere mit den Gebieten der Onkologie und Immunologie. Nach der Facharztausbildung arbeitete er 1977/78 am Memorial Sloan Kettering Cancer Center in New York City und forschte dort über Immunkomplexe bei Kindern mit malignen Erkrankungen. Nach seiner Rückkehr nach Deutschland übernahm Brandeis an der Heidelberger Kinderklinik die Leitung der onkologischen Arbeitsgruppe, die später zur Sektion Ontologie umgewandelt wurde. Im Jahr 1980 habilitierte Brandeis sich mit einer Schrift mit dem Thema „Immunologische Untersuchungen bei Neuroblastomen“. 1988 wurde Brandeis zum außerplanmäßigen Professor an der Universität Heidelberg ernannt. Brandeis erkrankte selbst mit 18 Jahren an einem Morbus Hodgkin und verstarb schließlich 1988 an den Folgen dieser Erkrankung.